# Gabino Fraga Mouret
Gabino Fraga Mouret (Ciudad de México, 13 de febrero de 1943) es un abogado, político y empresario mexicano, miembro del Partido Revolucionario Institucional. Fue secretario de Desarrollo Urbano y Ecología durante el gobierno de Miguel de la Madrid en 1988.

## Carrera profesional
Gabino Fraga Mouret es abogado egresado de la Universidad Nacional Autónoma de México, donde se tituló con la tesis La intervención del estado en la economía en 1968. Su padre, Gabino Fraga Magaña, fue Ministro de la Suprema Corte de Justicia de la Nación de 1941 a 1944 y subsecretario de la Secretaría de Relaciones de Exteriores de 1964 a 1970.
Inició sus cargos político como Secretario Particular de Jesús Reyes Heroles, primero cuando este se desempeñaba como presidente nacional del PRI de 1972 a 1975 y luego como director general del Instituto Mexicano del Seguro Social de 1975 a 1976. El 1 de diciembre de 1976, Reyes Heroles fue designado secretario de Gobernación por el presidente José López Portillo, designado éste a su vez a Gabino Fraga como director general de Gobierno de la misma dependencia y permaneció en el cargo hasta 1979, y en 1981 fue nombrado coordinador de la Comisión Mexicana de Ayuda a Refugiados (Comar).
En 1982 fue nombrado secretario General del Instituto Mexicano del Seguro Social y en 1985 pasó a ocupar la Subsecretaria de Vivienda de la Secretaría de Desarrollo Urbano y Ecología; estando en este cargo tuvo lugar el Terremoto de México de 1985, correspondiendo parte importante de la respuesta gubernamental a la tragedia a la secretaría en la que se desempeñaba. Sin embargo su titular, Guillermo Carrillo Arena, pronto entró en conflicto y fue rechazado como interlocutor por los damnificados, por lo que gran parte de las negociaciones fueron realizadas por Fraga.
Permaneció en el cargo de Subsecretario hasta el 3 de agosto de 1988 en que, a la renuncia del titular Manuel Camacho Solís, fue nombrado Secretario de Desarrollo Urbano y Ecología por el presidente Miguel de la Madrid, permaneciendo en el cargo hasta el fin de la administración, el 30 de noviembre.
De 1995 a 1998 fue Subsecretario de Asuntos Religiosos de la Secretaría de Gobernación. Tras estos cargos, se dedicó al ejercicio particular de su profesión.
En 2012 fue señalado junto con su hijo Gabino Fraga Peña, como implicado en el llamado Caso Monex, consistente en el presunto uso de monederos electrónicos para coaccionar el voto a favor del candidato del PRI a presidente Enrique Peña Nieto en las elecciones de ese año; el 17 de marzo de 2015 una investigación publicada en el diario español El Mundo, reveló la posible implicación de Fraga Peña en operaciones ilícitas en el Banco Madrid.